# Hugo II, Duque da Borgonha
Hugo II da Borgonha "o Pacífico" (1084 – 1143) foi duque da Borgonha desde 1103 e até à sua morte. Foi filho de Eudo I, Duque da Borgonha. 

## Biografia
Combateu ao lado de Luís VI de França contra Henrique I da Inglaterra em 1109, e depois contra Henrique V da Germânia, imperador do Sacro Império Romano-Germânico, que invadiu a próvíncia de Champagne em 1124.
Com a excepção destas duas ocasiões, que ocorreram fora do seu ducado, teve poucos conflitos nos seus domínios, razão do seu cognome de o Pacífico.

## Relações familiares
Foi filho de Odo I da Borgonha (1058 - 23 de março de 1103) e de Sibila da Borgonha (c. 1065 - 1101), filha de Guilherme I da Borgonha.  (c. 1020 - 1087) e de Étiennette de Longwy (? - 1088). Casou-se em c. 1115 com Matilde de Turenne, filha de Bosão I de Turenne, visconde de Turenne, e de Gerberga de Terrason. Dela, teve:
1. Angelina (1116-1163), casada em 1130 com Hugo I, conde de Vaudemont
2. Clemência (n. 1117), casada com Herveu III de Donzy
3. Eudo II, Duque da Borgonha (1118-1162), seu sucessor no ducado
4. Gualtério (1120-1180), arcebispo de Besançon
5. Hugo (1121-1171) o Vermelho, senhor de Navilly
6. Roberto (1122-1140), bispo de Autun
7. Henrique (1124-1170) senhor de Flavigny, bispo de Autun
8. Raimundo (1125-1156), senhor de Grignon e de Montpensier
9. Sibila de Borgonha (1126-1150), casada em 1149 com Rogério II da Sicília
10. Dulce (n. 1128), casada com Raimundo de Grancey
11. Matilde de Borgonha também conhecida como Matilde de Turenne (n. 1130), casada com Guilherme VII de Montpellier[2][3].
12. Aremburge (n. 1132), freira